# Ilha Funk
Ilha Funk é uma ilha pequena, estéril, isolada e desabitada a aproximadamente 60 quilômetros a nordeste de Wesleyville, Terra Nova e Labrador, Canadá. Abrigava uma colônia de arau-gigante, uma espécie de ave extinta.

## Geografia
A ilha tem um formato aproximadamente trapezoidal, com um comprimento máximo de 0,8 km e uma largura máxima de 0,3 km e é quase plana, elevando-se a 14 metros do Atlântico Norte. A ilha é composta de granito feldspático. As linhas de fratura dividem a ilha em três entidades separadas. A porção nordeste consiste principalmente de rocha nua; a porção central tem vegetação dispersa; e a maior parte da ilha, a sudoeste, que ocupa mais da metade da superfície de terra, é coberto com gramíneas, líquens e musgos.